# Schifferkrause

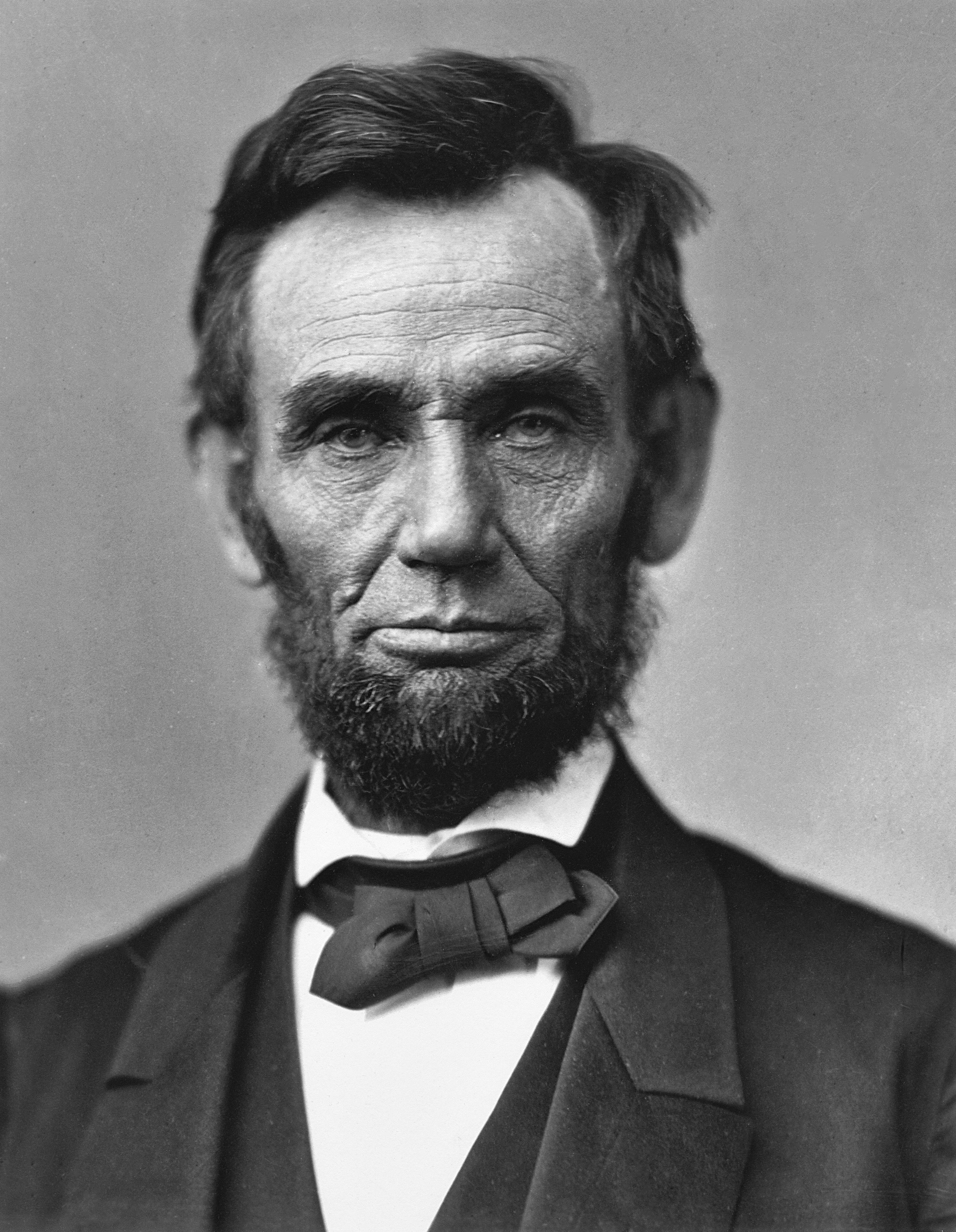
Abraham Lincoln mit Schifferkrause.

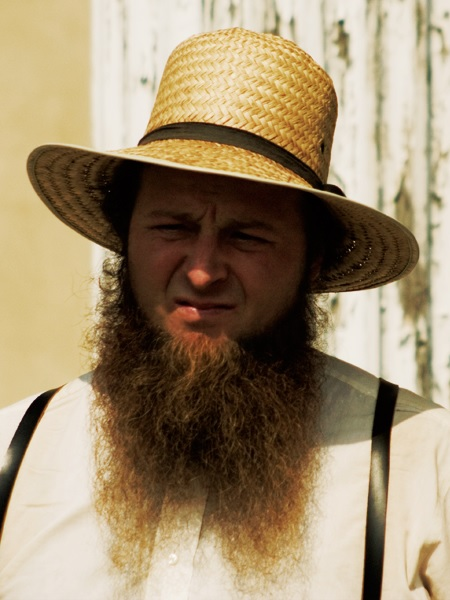
Amischer Mann

Die Schifferkrause, auch Schifferfräse, Chincurtain, Donegal, Kapitän-Ahab-Bart oder Lincoln genannt, ist eine Barttracht, die einem Vollbart ohne Schnurrbart ähnelt. Dabei wachsen die Koteletten am Kinn zusammen und bedecken dieses völlig, wobei ein Bereich unterhalb der Unterlippe rasiert wird.

## Beschreibung und Geschichte
Bei diesem Barttyp lässt man die Haare über dem Kinn und dem Kiefer in die Koteletten wachsen, während die Seitenhaare und der Schnurrbart abrasiert werden. Zu Berühmtheit gelangte dieser Bart durch Abraham Lincoln. Er ist traditionell bei den verheirateten Amischen, Quäkern und Mormonen verbreitet. Hier symbolisiert er Frieden und Freigeist, da der mit Polizei und Militär in Verbindung gebrachte Schnurrbart bewusst rasiert wird.
In der Antike war ein langer, spitzer Bart charakteristisch für die phönizisch-kanaanitischen Völker, begleitet von langem, fließendem Haar, im Gegensatz zu den Assyrern und Babyloniern, die lange Vollbärte (auch in Locken) und langes, mit erhitzten Zangen künstlich gelocktes Haar trugen. Ähnliche spitze Bärte in Kombination mit langem Haar finden sich im vordynastischen Ägypten, im archaischen Griechenland (9.–6. Jahrhundert v. Chr.) und bei den Etruskern. 
In den Vereinigten Staaten ist der Lincoln bei verheirateten amischen Männern üblich. Männliche Mitglieder der Glaubensgemeinschaft lassen sich im Allgemeinen nach der Taufe einen Bart wachsen, rasieren aber den Schnurrbart ab. Der Bart gilt bei dieser Glaubensgemeinschaft als wichtiges religiöses Symbol.
Diese Art der Gesichtsbehaarung ist außerdem bei Anhängern bestimmter islamischer Glaubensrichtungen beliebt, da sie glauben, dass der islamische Prophet Mohammed seinen Bart so trug, und sie zitieren den entsprechenden Hadith von Mohammed Al-Bukhari: „Schneide die Schnurrbärte kurz und lass den Bart stehen“.

## Bekannte Träger dieser Barttracht
- Peter Cooper (1791–1883), war ein US-amerikanischer Industrieller, Erfinder und Philanthrop.
- Wilhelm II. (Niederlande) (1792–1849), war der zweite König der Niederlande und in Personalunion Großherzog von Luxemburg.
- Edward Bates (1793–1869), war ein US-amerikanischer Jurist, Politiker und Justizminister unter Präsident Abraham Lincoln.
- Abraham Lincoln (1809–1865), war 16. Präsident der Vereinigten Staaten von Amerika und der erste, der einem Attentat zum Opfer fiel.
- Juan Rafael Mora Porras (1814–1860), war Präsident von Costa Rica.
- Adolph von Menzel (1815–1905), war ein deutscher Maler, Zeichner und Illustrator.
- Henry David Thoreau (1817–1862), war ein US-amerikanischer Schriftsteller und Philosoph.
- LeRoy Pope Walker (1817–1884), war Jurist, US-Politiker, CSA-Kriegsminister und General der Konföderierten.
- Rudolph Clausius (1822–1888), war ein deutscher Physiker und Hochschullehrer.
- Alexander Mackenzie (1822–1892) war ein kanadischer Bauunternehmer, Politiker und der zweite Premierminister des Landes.
- Paul Kruger (1825–1904), war ein südafrikanischer Politiker und Präsident der Südafrikanischen Republik.
- Karl Radek  (1885–1939), war ein Journalist und Politiker, der in Polen, Deutschland und der Sowjetunion wirkte.
- Hoimar von Ditfurth (1921–1989), war ein deutscher Psychiater und Neurologe, Professor für Psychiatrie und Neurologie sowie Journalist und Herausgeber.
- Herman Le Compte (1929–2008), war ein belgischer Mediziner, Gerontologe und Altersforscher.
- Alvin Plantinga (* 15. November 1932), ist ein amerikanischer Philosoph mit Arbeitsschwerpunkten in der Modallogik, Erkenntnistheorie und Religionsphilosophie.
- Álvaro Pombo (* 23. Juni 1939), ist ein spanischer Dichter, Romanautor, Politiker und politischer Aktivist.
- Klaus Matthiesen (1941–1998), war ein deutscher Politiker (SPD).
- Jean-Pierre Van Rossem (1945–2018), war ein belgischer Wissenschaftler, Politiker Sponsor und Schriftsteller.
- Hans Werner-Sinn (* 7. März 1948), ist ein deutscher Wirtschaftswissenschaftler.
- Pierre Vogel (* 20. Juli 1978) ist ein Prediger und ehemaliger Boxer.
- Chabib Abdulmanapowitsch Nurmagomedow (* 20. September 1988), ist ein ehemaliger russischer Mixed-Martial-Arts-Kämpfer im Leichtgewicht.

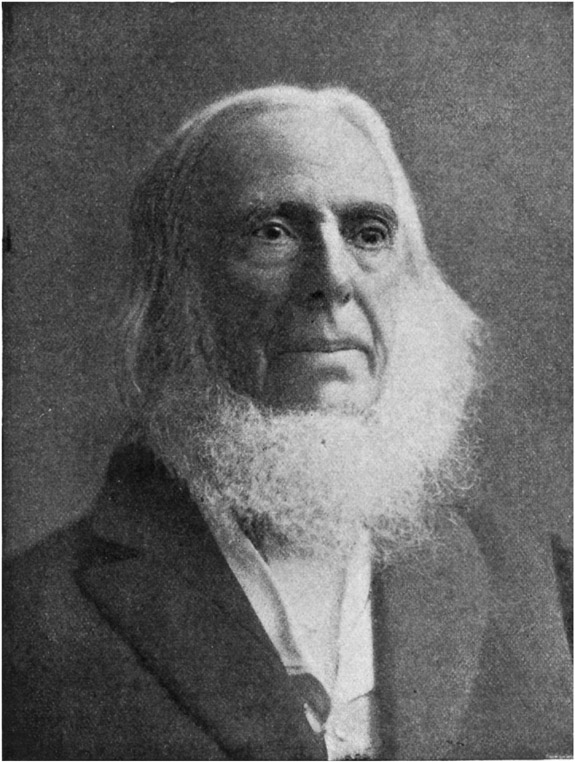
Peter Cooper
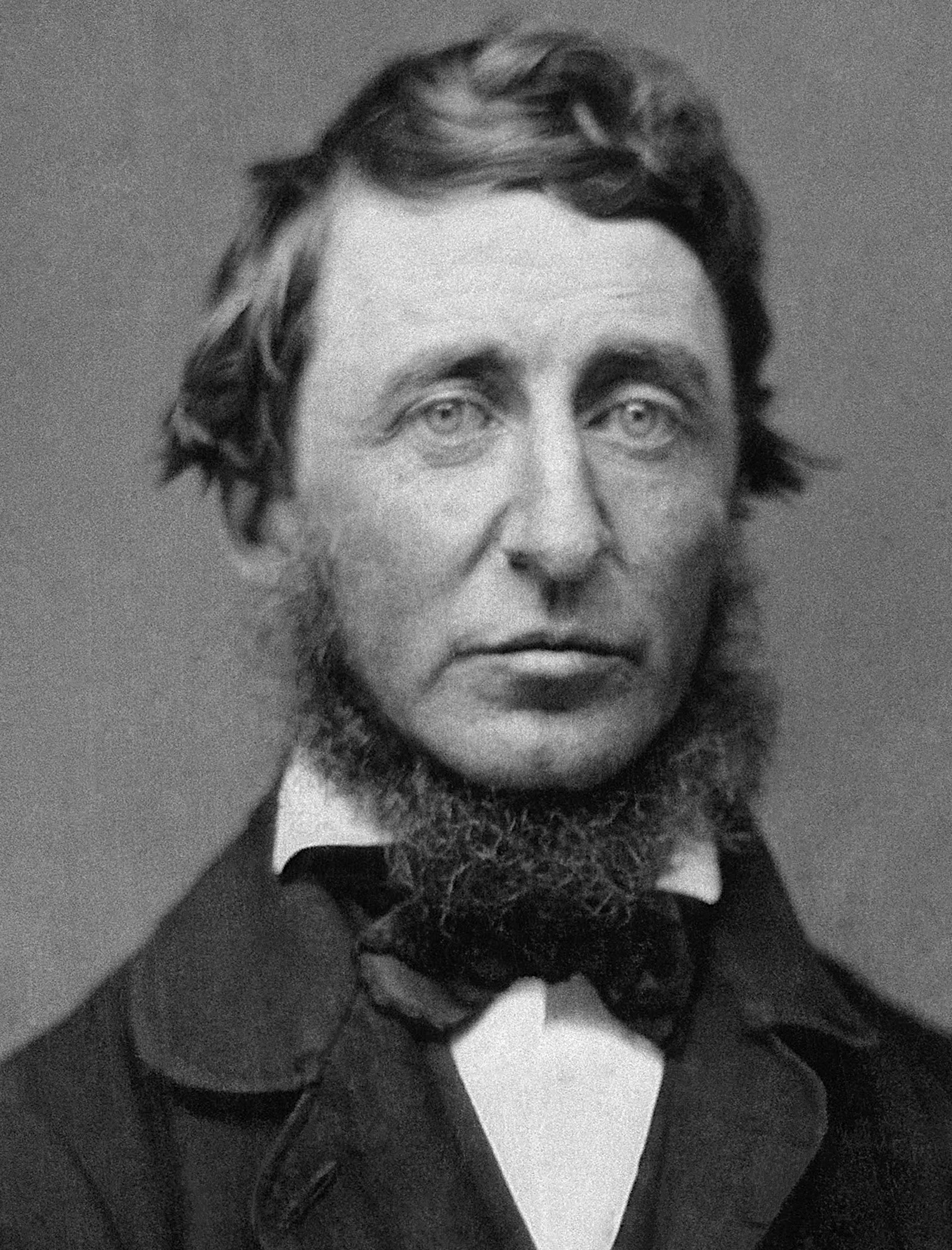
Henry David Thoreau
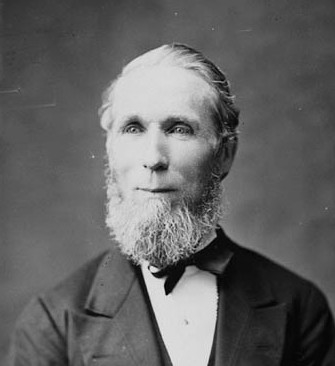
Alexander Mackenzie
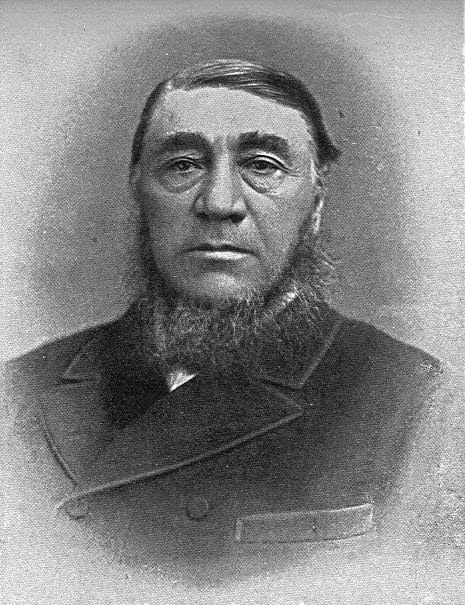
Paul Kruger
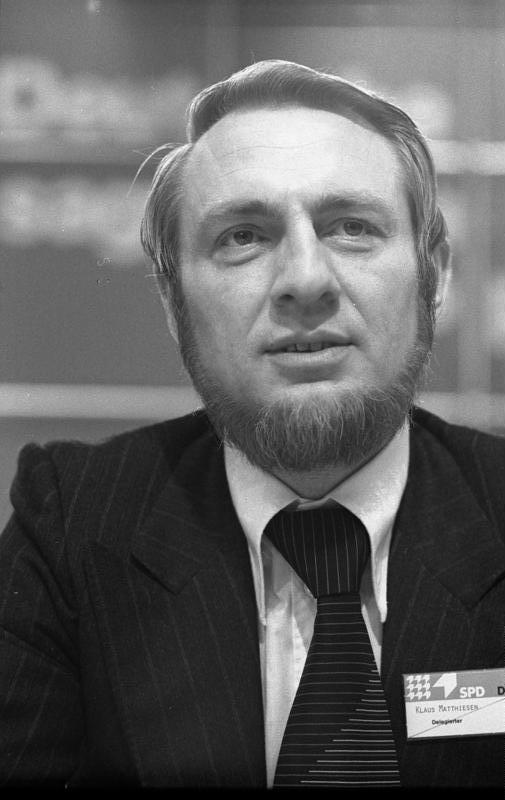
Klaus Matthiesen
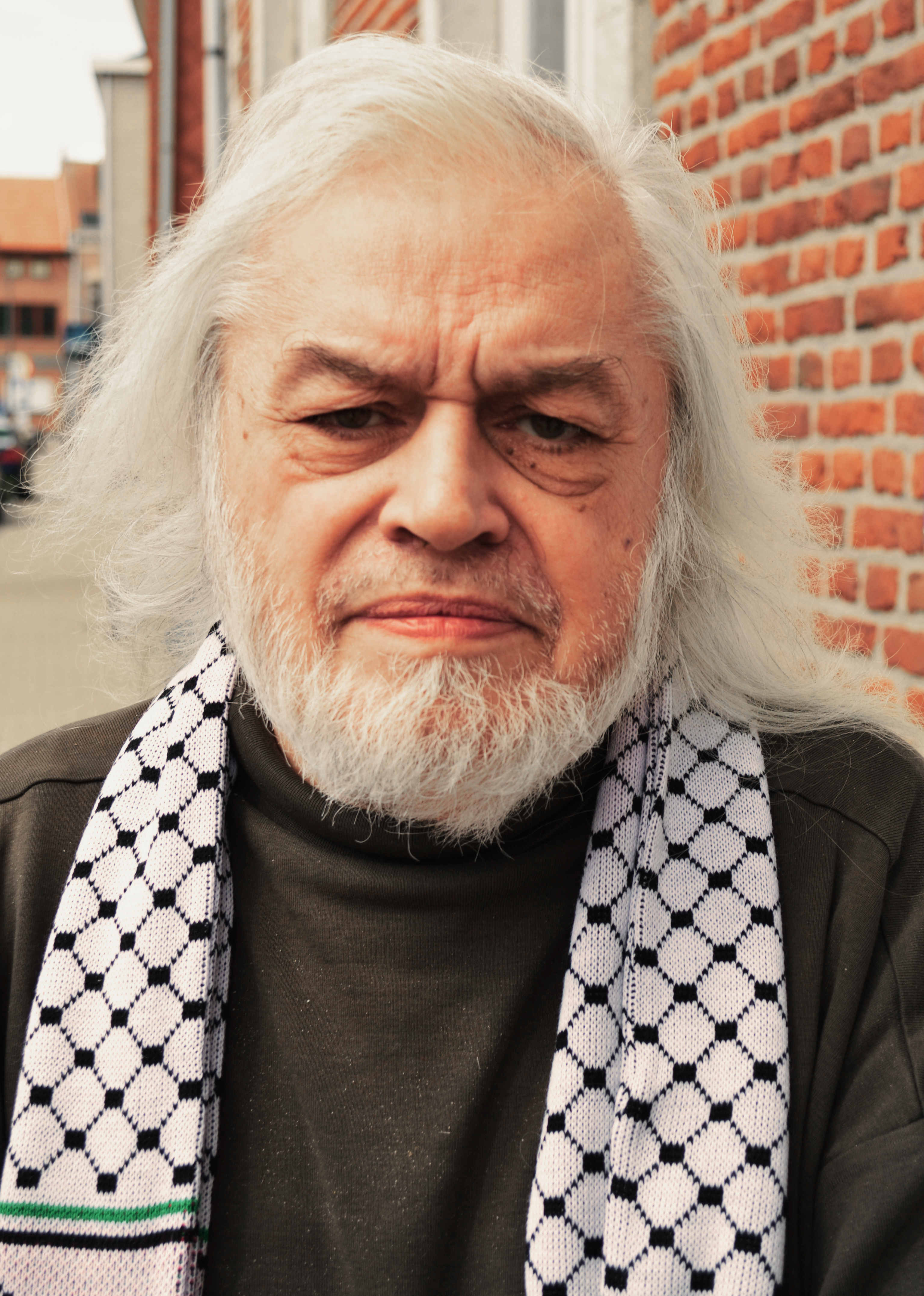
Jean-Pierre Van Rossem
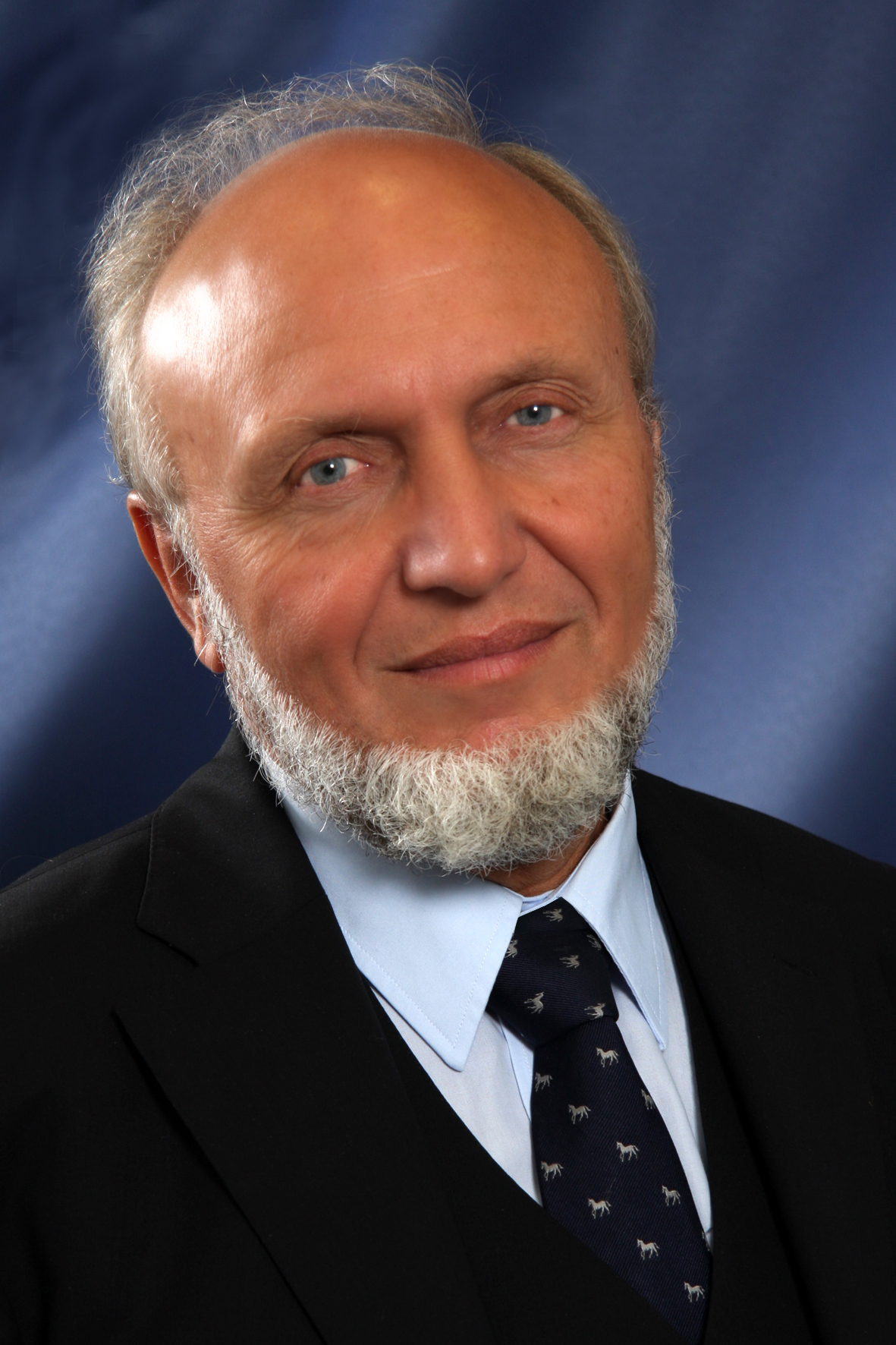
Hans-Werner Sinn
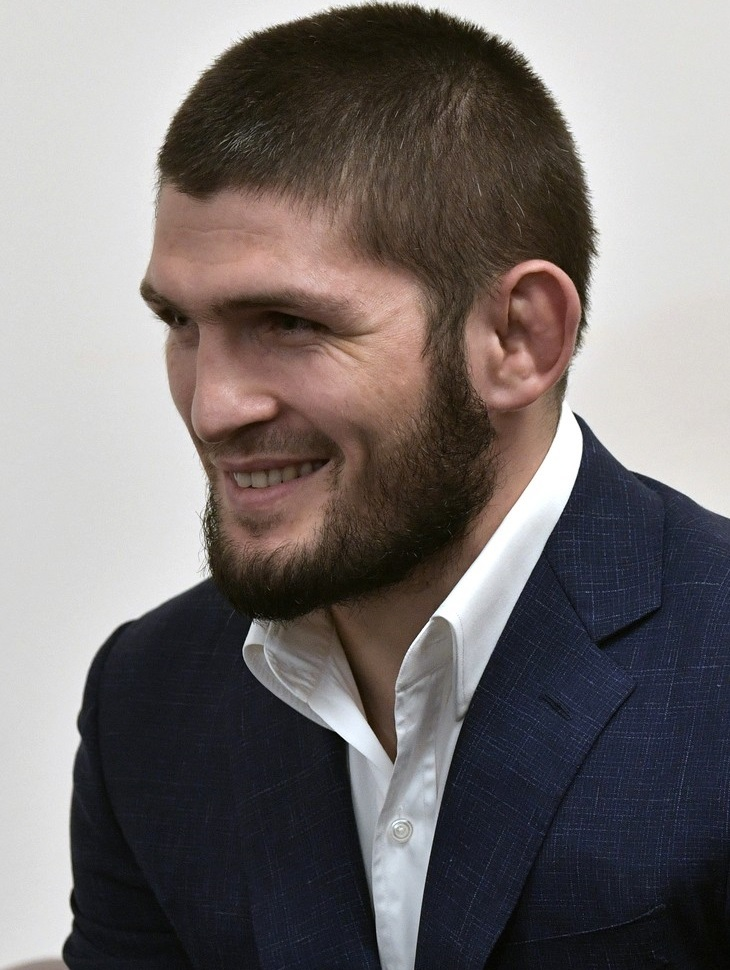
khabib Abdulmanapowitsch Nurmagomedow

## Trivia
- Klabautermann und Leprechaun werden oft mit Schifferkrause dargestellt, daher auch die niederländische Bezeichnung Kabouterbaard.
- Im Film Moby Dick stellte Gregory Peck den Kapitän Ahab mit einer Schifferkrause dar, was zu der zusätzlichen Kapitän-Ahab-Bart Bezeichnung führte.
- Auf dem Filmplakat der russischen Originalfassung des Films Der Aufstand der Fischer sind die Charaktere Kedennek und Bruyk durch Merkmale wie gestreifte Kleidung, Schiebermütze, Pfeife oder Schifferkrause als Seeleute bzw. Küstenfischer gekennzeichnet.[6]
- Pünkelchen (niederländisch: Pinkeltje), ist ein Zwerg  aus der gleichnamigen Kinderbuchreihe des niederländischen Autors Dick Laan.
- Auf der Puppenbrücke (Lübeck) wird das Element Wasser durch einen Kopf eines Schiffers oder Wassermanns mit einer Schifferkrause symbolisiert.